# Brachter Wald
Der Brachter Wald ist Naturschutzgebiet in Nordrhein-Westfalen nordwestlich von Brüggen. Er ist Bestandteil des nach der Richtlinie 92/43/EWG (Fauna-Flora-Habitat-Richtlinie) (kurz „FFH-Richtlinie“) ausgewiesenen Schutzgebietes mit der Gebietsnummer DE4702302, welches der Erhaltung mehrerer Lebensraumtypen und Arten dient. Im Verbund aus dem Naturschutzgebiet und dem FFH-Gebiet Wälder und Heiden bei Brüggen-Bracht ist das Gebiet auch Bestandteil des EU-Vogelschutzgebiets Schwalm-Nette-Platte mit Grenzwald und Meinweg mit der Kennnummer DE4603401. Das 1328 ha große Schutzgebiet wurde im Jahr 2000 unter Naturschutz gestellt. Dem Vorschlag zur Schutzgebietsausweisung von gemeinschaftlicher Bedeutung im Oktober 2000 folgte die Anerkennung als Natura-2000-Gebiet im Dezember 2004.

## Geografie
Der Brachter Wald befindet sich zwischen der deutsch-niederländischen Grenze im Nordwesten, dem Ort Bracht (Brüggen) im Nordosten, dem Ort Brüggen im Südosten, und dem Elmpter Schwalmbruch im Süden. Das Gebiet liegt im Großraum Niederrheinisches Tiefland und ist Teil des Naturraums Schwalm-Nette-Platte.
- 57 Niederrheinisches Tiefland
  - 571 Schwalm-Nette-Platte
    - 571.0 Elmpt-Kaldenkirchener Grenzwaldungen
      - 571.00 Birgelen-Elmpter Heidewald
      - 571.01 Brüggener Schwalmbruch
      - 571.02 Brachter Wald

## Geschichte

### Munitionsdepot
Vom Ende des Zweiten Weltkriegs etwa 1948 bis 1996 wurde das Gelände von den Britischen Rheinarmee unter der NATO genutzt. Die 3 BAD (3 Base Ammunition Depot) richtete das Gelände als Munitionsdepot Brüggen-Bracht ein, mit ca. 200 Hallen und Lagerplätzen, 4 Verladebahnhöfen, 88 km Wege und Straßen und 15 km Schienennetz. Mit bis zu 45.000 t konventioneller Munition war es zeitweise das größte Munitionsdepot Europas.

## Verkehr
Im Naturschutzgebiet gibt es ein rund 30 km langes Netz aus Wander- und Radwegen, die mit weißen Pfosten markiert sind. Außerdem gibt es drei Wanderwege: Der Weg im Norden ist blau markiert, der Weg im Osten rot und der Weg im Südwesten grün. Das Verlassen der Wege ist nicht erlaubt. Hunde müssen ständig angeleint bleiben.

## Beschreibung
Der Lebensraumkomplex aus artenreichen Sandtrockenrasen, Heiden, Heidemooren und Birken-Eichenwald mit erheblichen Kiefernanteilen, ist im gesamten Naturraum einzigartig und im Bereich der Heidemoore sind Binnendünenkomplexe erhalten.

### Schutzzweck
Das im Bereich der Schwalm-Nette-Platte nördlich der Schwalm gelegene Grenzwaldgebiet zeichnet sich durch großflächige Heiden, Birkenwälder und Kiefernforsten und darin gelegene Kleingewässer und Heidemoorkomplexe aus. Eine Fläche von 850 ha der damaligen Schutzgebietsfläche von rund 1200 ha wurde im Februar 1998 von der Nordrhein-Westfalen-Stiftung Naturschutz, Heimat- und Kulturpflege erworben und in Zusammenarbeit mit der Biologischen Station Krickenbecker Seen für Ziele des Naturschutzes und der naturnahen Erholung weiterentwickelt. Im Jahr 2018 konnte die Stiftung weitere 125 ha Flächen erwerben, welche nicht mehr für den Tonabbau verwendet wurden.

### Projekt „Atlantische Sandlandschaften“
Im Rahmen des Projektes Atlantische Sandlandschaften sollten im Januar und Februar 2021 auf sieben ha seltene Landschaften wie Sanddünen und Heide wiederhergestellt werden. Dieses Vorhaben wurde im Januar 2021 umgesetzt und der Lebensraum aus Sanddünen, Heiden und Trockenrasen wiederhergestellt. Im Schutzgebiet wurden Kiefern und Lärchen auf fünf ha Fläche entnommen und einzelne Laubbäume wie Traubeneichen oder Rotbuchen blieben erhalten. Für die zehnjährige Projektlaufzeit standen 16,9 Millionen Euro zur Verfügung, von denen eine Förderungsquote von 60 % durch die Europäische Union gewährleistet wurde.

### Beweidungsprojekt
Im Rahmen der naturnahen Erholung wurden im Schutzgebiet Rad- und Wanderwege angelegt, eine Wanderschafherde aus Moorschnucken zur Landschaftspflege etabliert und Damhirsche, Koniks und Gallowayrinder zur allgemeinen Pflege der Flächen angesiedelt und sollen verhindern, das die Heideflächen von Büschen und Bäumen bestockt werden.

### Lebensraumtypen
Nach der FFH-Richtlinie wurden die folgenden Lebensraumtypen von europaweiter Bedeutung (LRT) des Anhang I klassifiziert:
Sandheiden mit Calluna und Genista (Dünen im Binnenland, alt und kalkarm) (Code 2310), Offene Grasflächen mit Cornephorus und Agrostis auf Binnendünen (Code 2330), Oligo- bis mesotrophe, basenarme Stillgewässer der planaren bis subalpinen Stufe der kontinentalen und alpinen Region und der Gebirge (Code 3130), Dystrophe Seen (Code 3160), Feuchte Heidegebiete des nordatlantischen Raumes mit Erica tetralix (Code 4010), Europäische trockene Heiden (Code 4030), Artenreiche Borstgrasrasen montan (und submontan auf dem europäischen Festland) (Code 6230), Übergangs- und Schwingrasenmoore (Code 7140), Kalkreiche Sümpfe mit Cladium mariscus und Arten des Caricion davallianae (Code 7210), Hainsimsen-Buchenwald im Verband aus Luzulo-Fagetum (Code 9110), Alte bodensaure Eichenwälder aus Stieleichen (Quercus robur) auf Sandebenen (Code 9190) und Moorwälder (Code 91D0).

## Flora und Fauna

### Flora

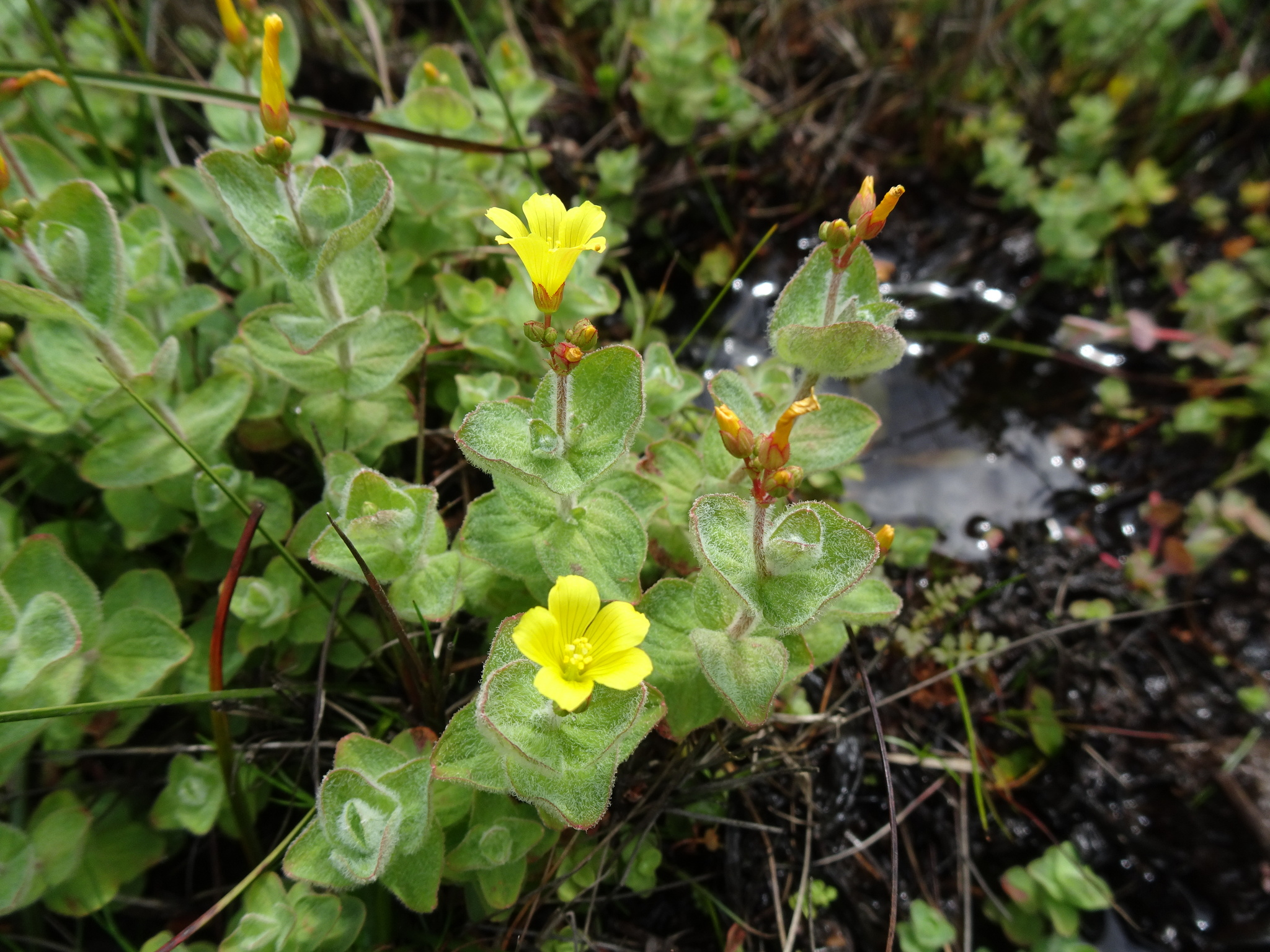
Sumpf-Johanniskraut (Beispielfoto)

Folgende wichtige Pflanzenarten wurden bei einer durchgeführten Untersuchung des Gebietes aufgezeichnet:
Die Echte Mondraute (Botrychium lunaria), die Quendel-Seide (Cuscuta epithymum), der Zypressen-Flachbärlapp (Diphasiastrum tristachyum (Pursh) Holub), die Graue Heide (Erica cinerea), das Sumpf-Johanniskraut (Hypericum elodes), der Englische Ginster (Genista anglica), die Besenheide (Calluna vulgaris), der Besenginster (Cytisus scoparius), das Silbergras (Corynephorus canescens), die Nelken-Haferschmiele (Aira caryophyllea), der Frühlings-Spark (Spergula morisonii), die Pflanzengattung Bauernsenfe (Teesdalia), das Zwerg-Filzkraut (Filago minima (Sm.) Pers.)

### Fauna

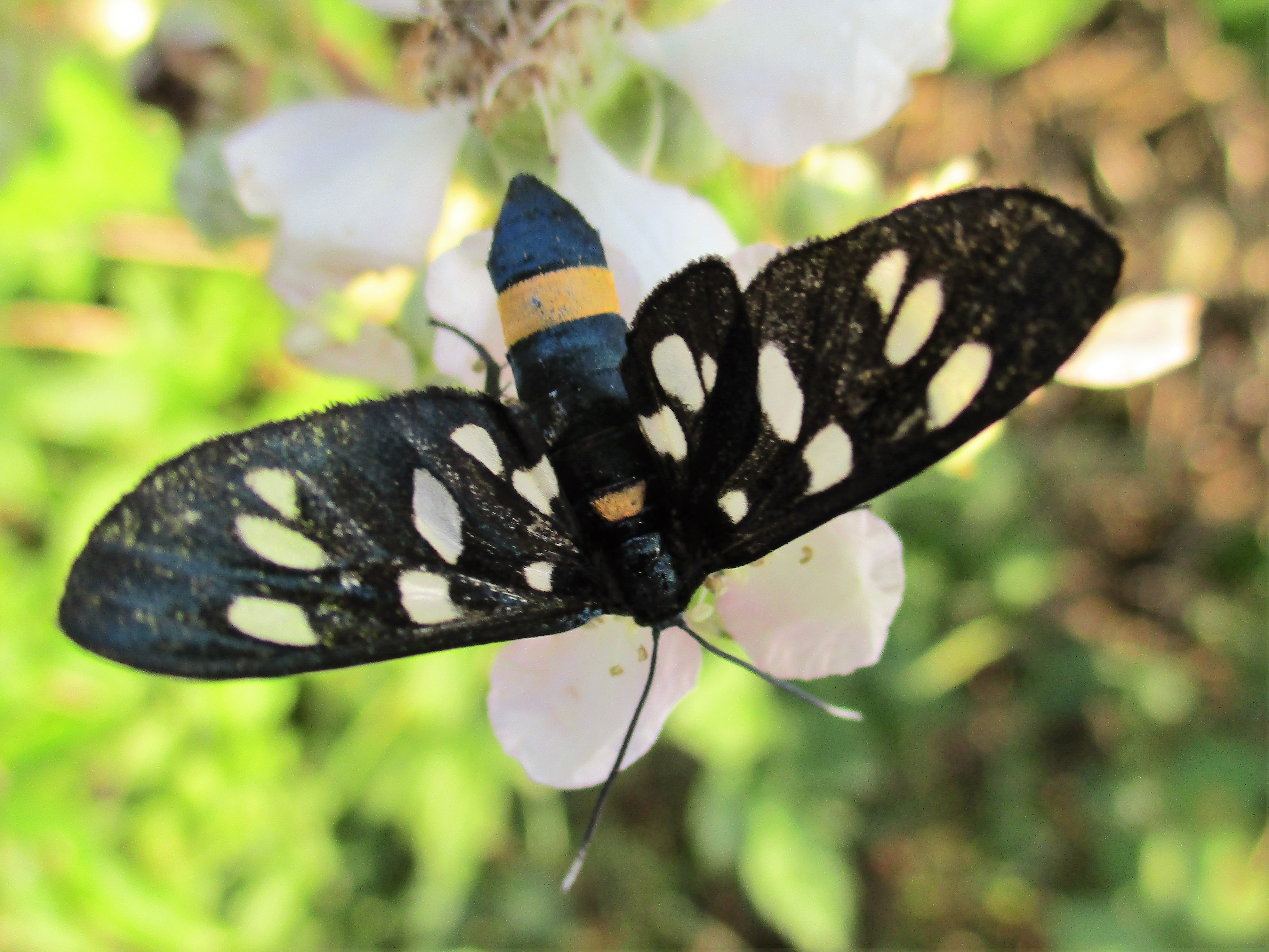
Weißfleck-Widderchen (Beispielfoto)

Folgende Arten wurden im Anhang II der FFH-Richtlinie als besonders schützenswert eingestuft und wurden bei einer durchgeführten Untersuchung des Gebietes aufgezeichnet:
Der Nördliche Kammmolch (Triturus cristatus), die Große Moosjungfer (Leucorrhinia pectoralis) und die Schlingnatter (Coronella austriaca).
Folgende weitere für das Gebiet schützenswerte Arten wurden aufgezeichnet:
Das Weißfleck-Widderchen (Amata phegea), der Komma-Dickkopffalter (Hesperia comma), der Große Fuchs (Nymphalis polychloros), der Geißklee-Bläuling (Plebejus argus), das Rotbraune Ochsenauge (Pyronia tithonus), der Moorfrosch (Rana arvalis), die Kreuzkröte (Epidalea calamita), die Feldgrille (Gryllus campestris) und die Zauneidechse (Lacerta agilis).

#### Avifauna
Folgende Vogelarten wurden im Anhang I der europäischen Vogelschutz-Richtlinie als besonders schützenswert eingestuft und im Managementplan ausgewiesen, sowie weitere stark gefährdete Vogelarten wurden im Schutzgebiet beobachtet:
Der Baumfalke (Falco subbuteo), die Bekassine (Gallinago gallinago), die Heidelerche (Lullula arborea), der Kleinspecht (Dryobates minor), die Krickente (Anas crecca), der Pirol (Oriolus oriolus), das Schwarzkehlchen (Saxicola rubicola), der Schwarzspecht (Dryocopus martius), die Uferschwalbe (Riparia riparia), der Wespenbussard (Pernis apivorus), der Ziegenmelker (Caprimulgus europaeus) und der Zwergtaucher (Tachybaptus ruficollis).

## Galerie

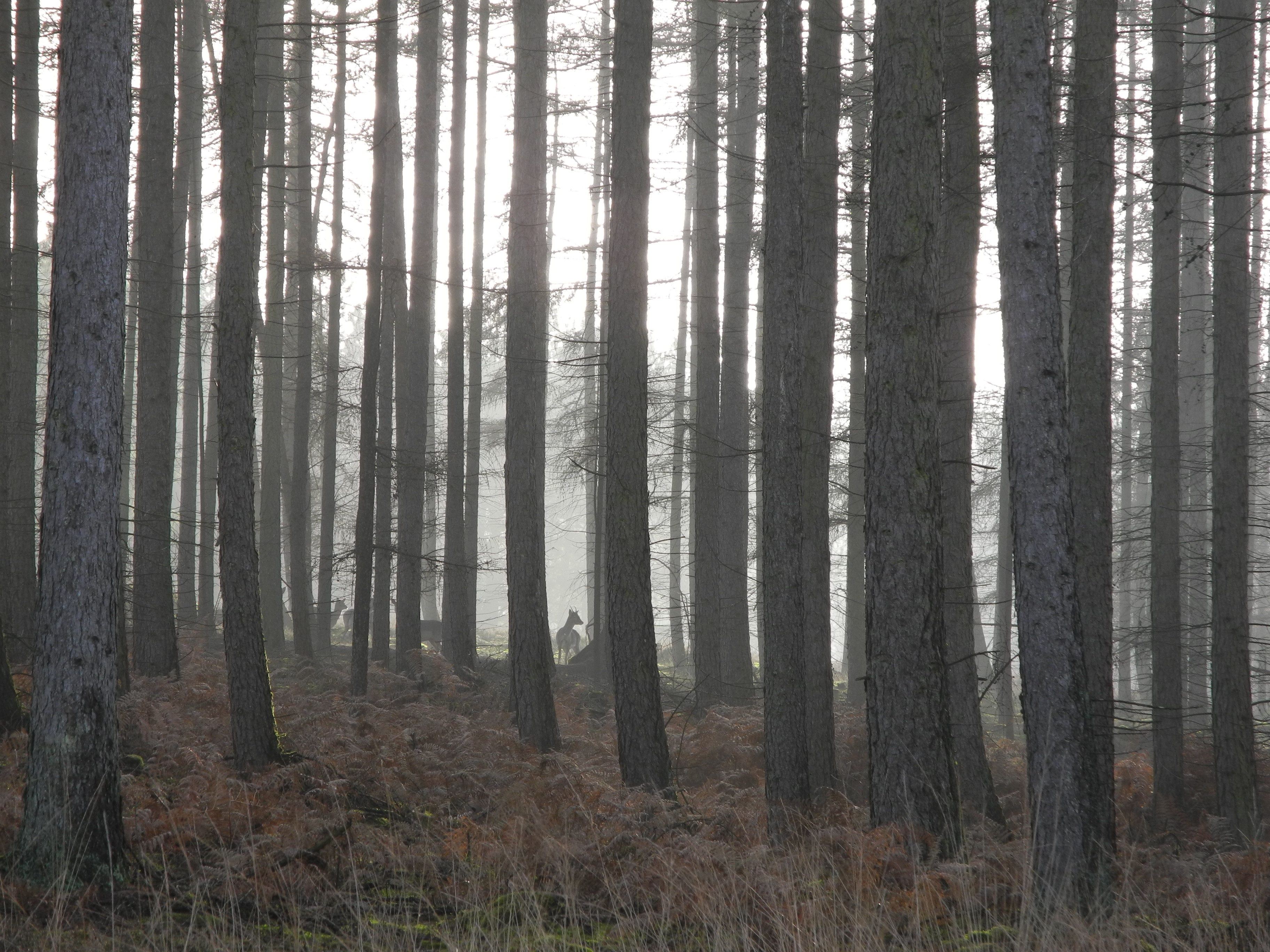
Damhirsche im Brachter Wald (Januar 2022)
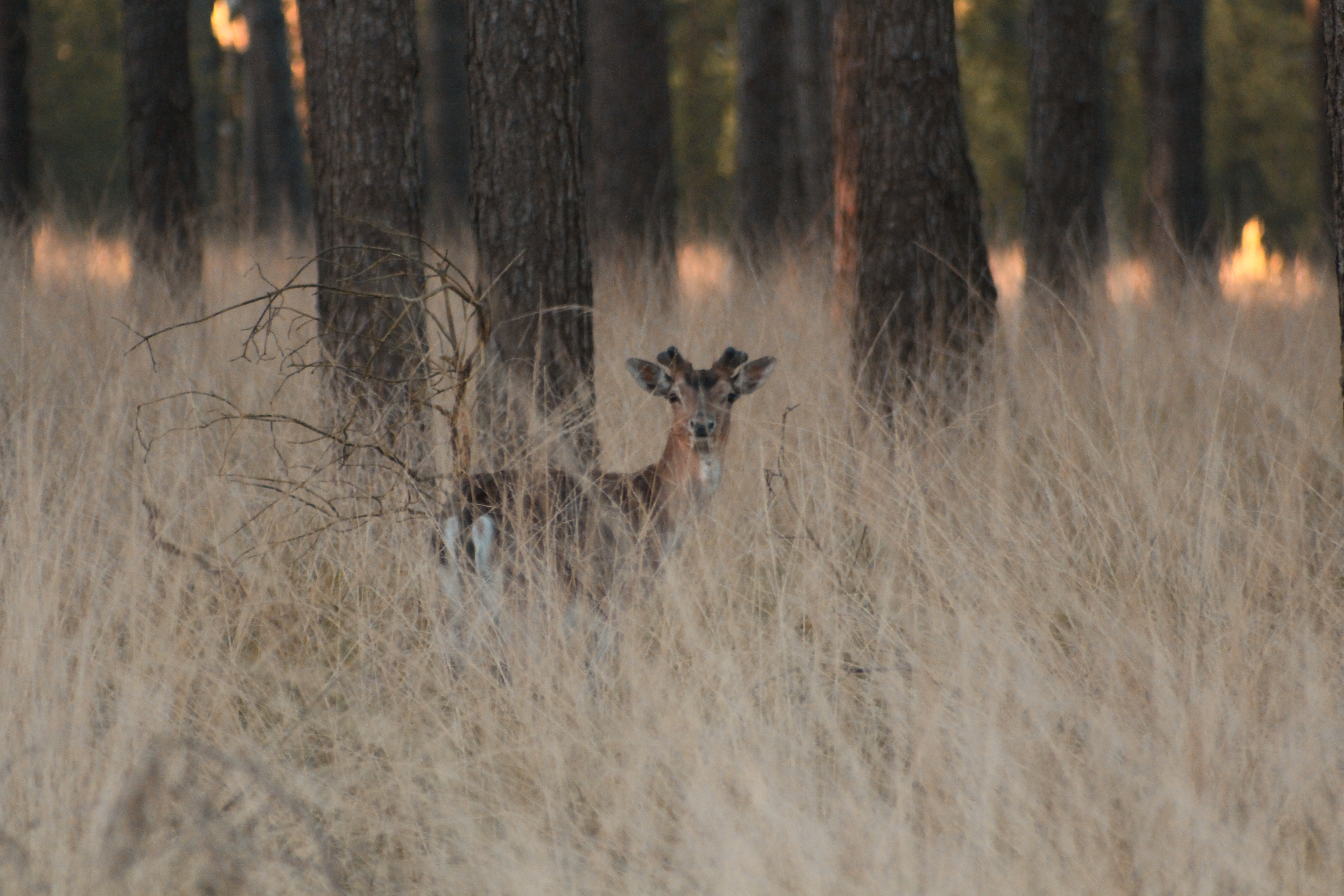
Damhirsch im Brachter Wald
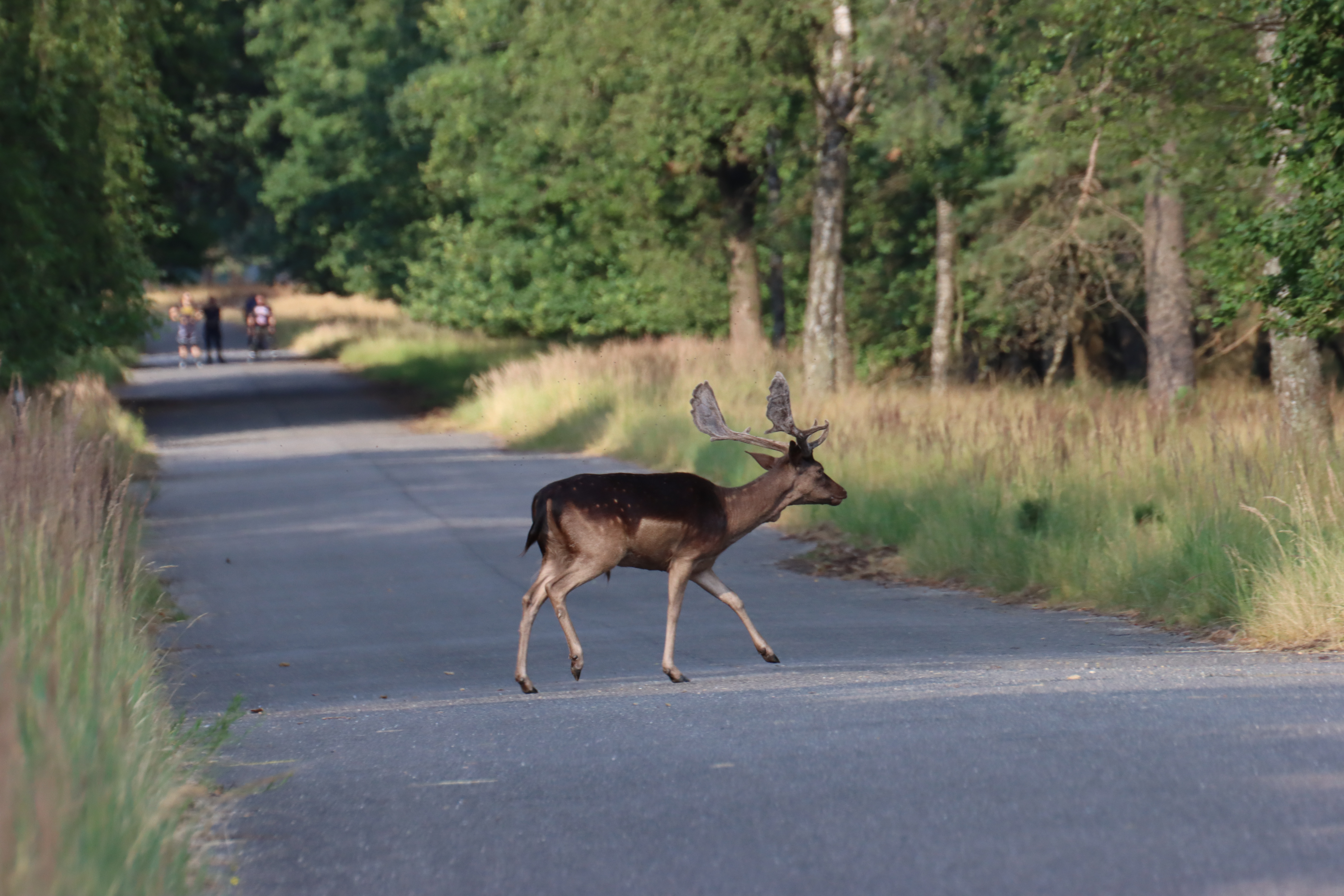
Ein schwarzer Damhirsch überquert eine Straße (Juli 2022)
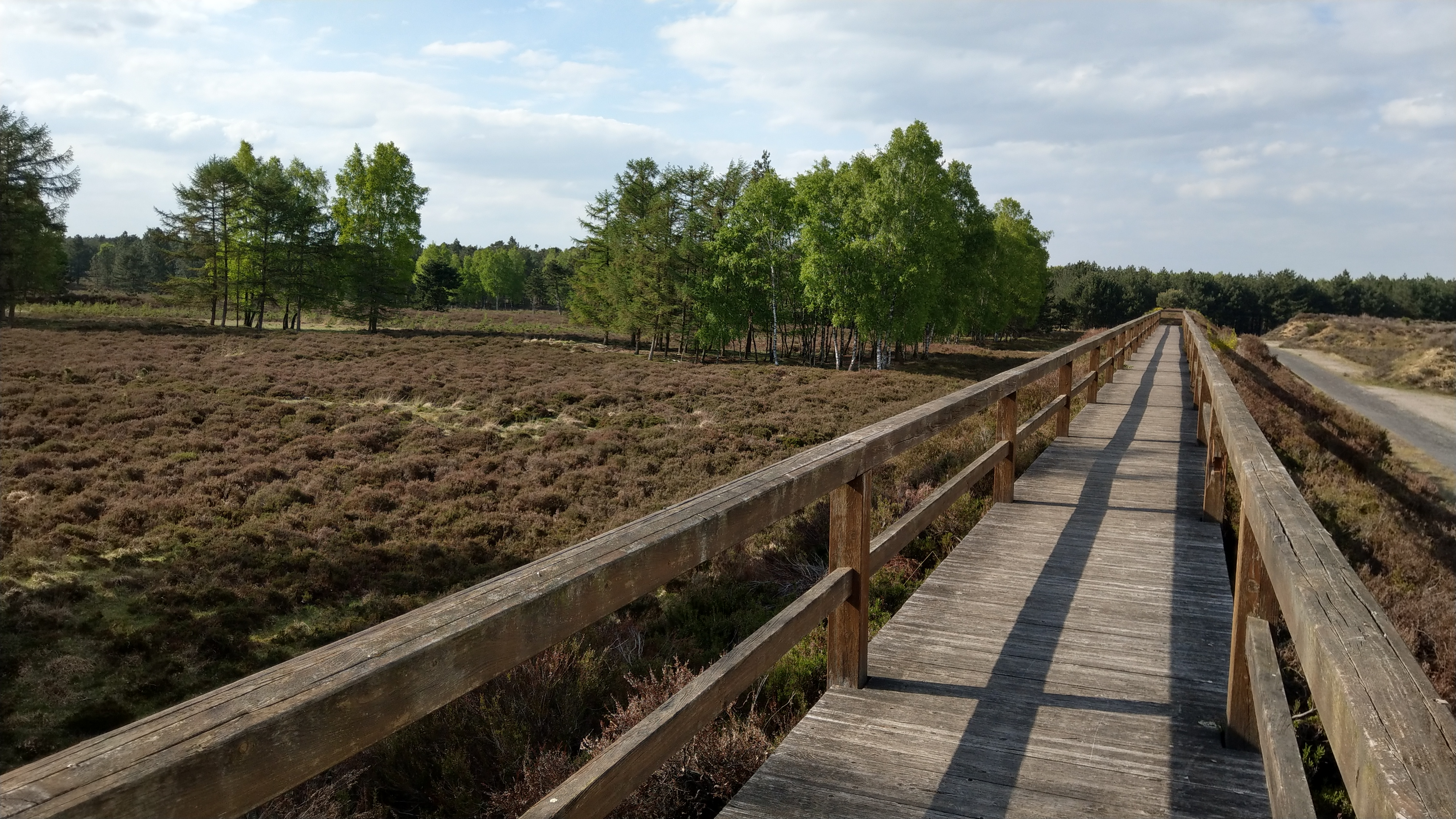
Der Bohlenweg (eine Aussichtsplattform am Grünen Weg)
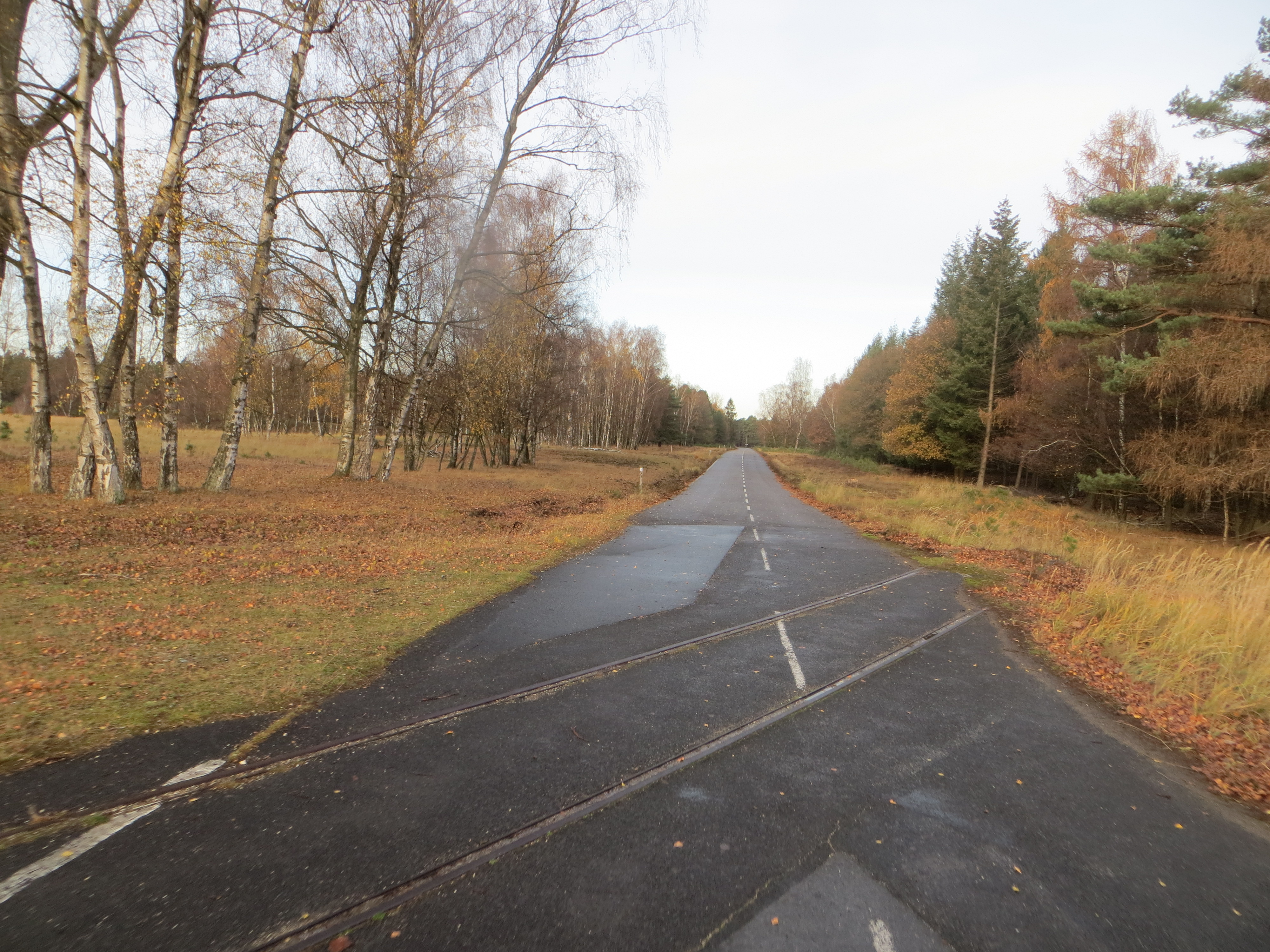
Straße im Brachter Wald
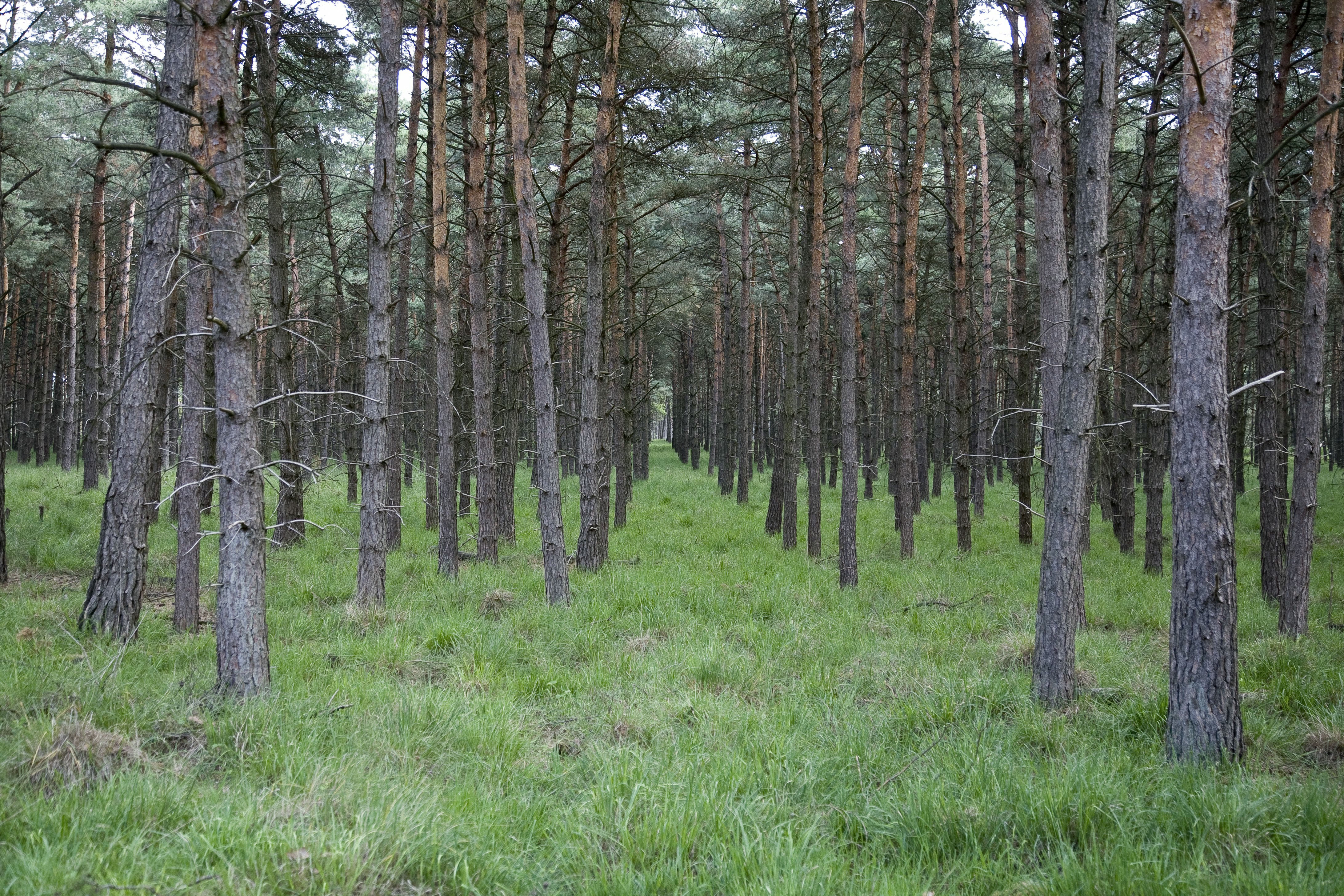
Fichtenwald
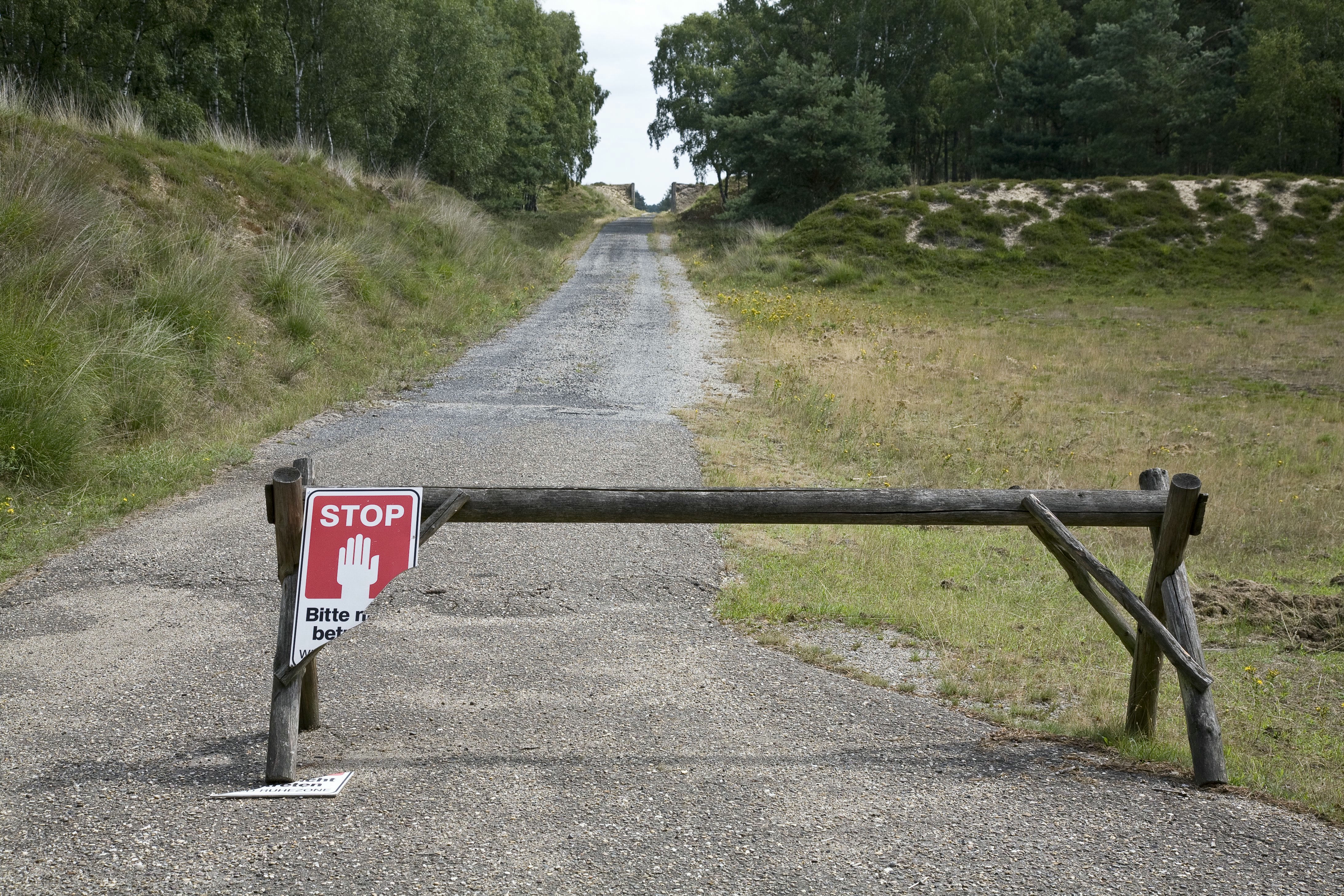
Sperre und Schutzwälle
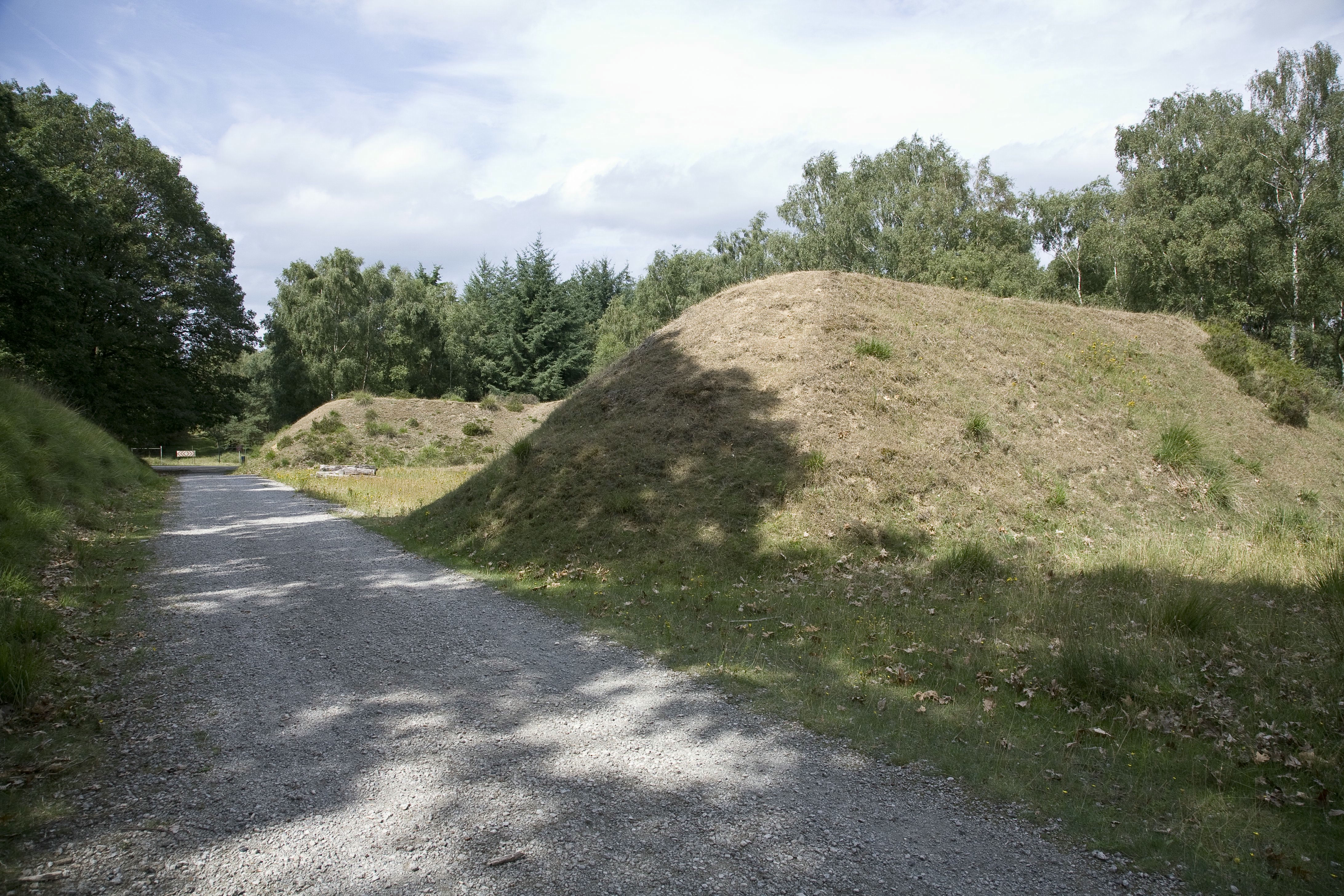
Schutzwälle des ehemaligen Munitionslagers
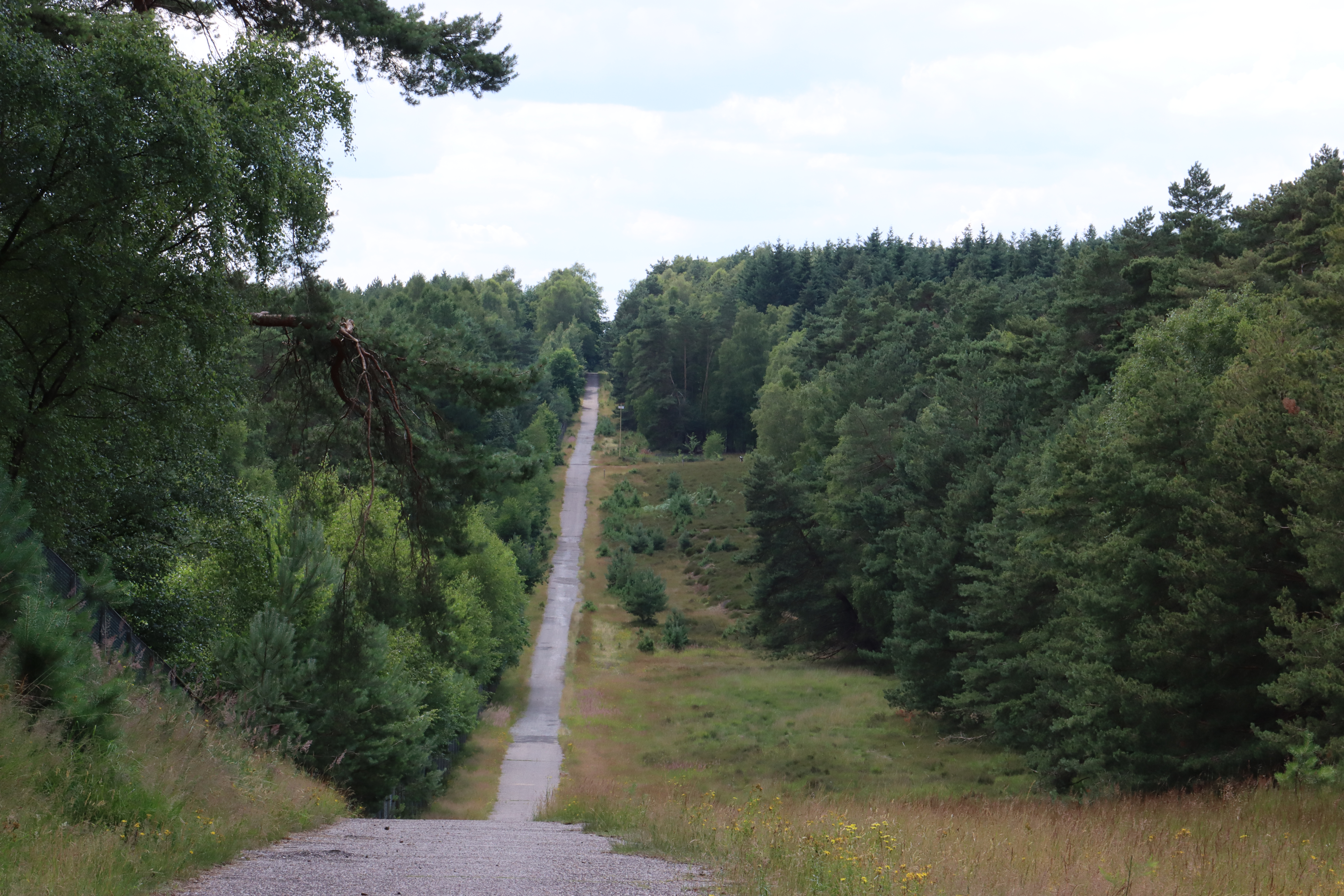
Weg am Südrand des Brachter Waldes
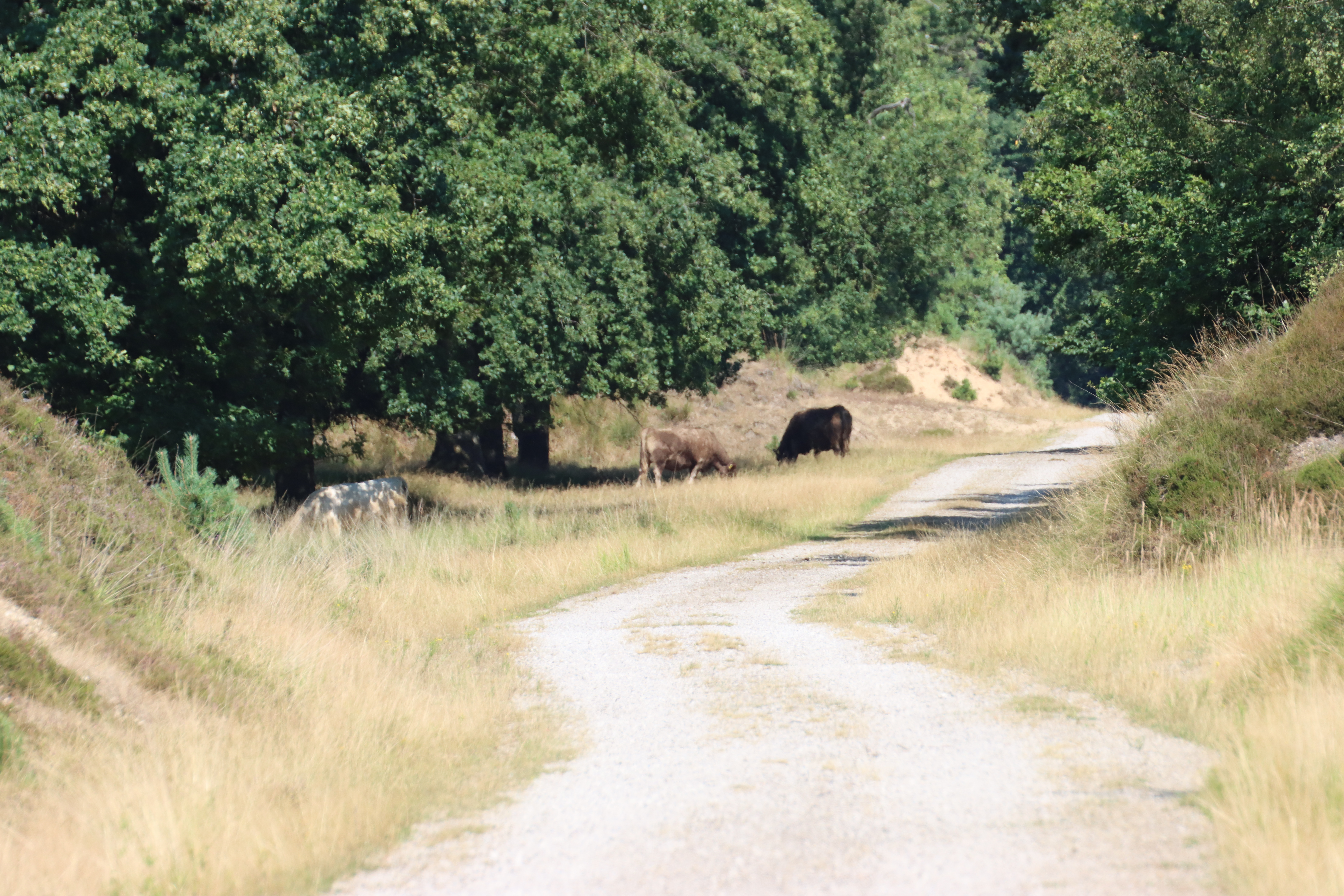
Rinder im Brachter Wald
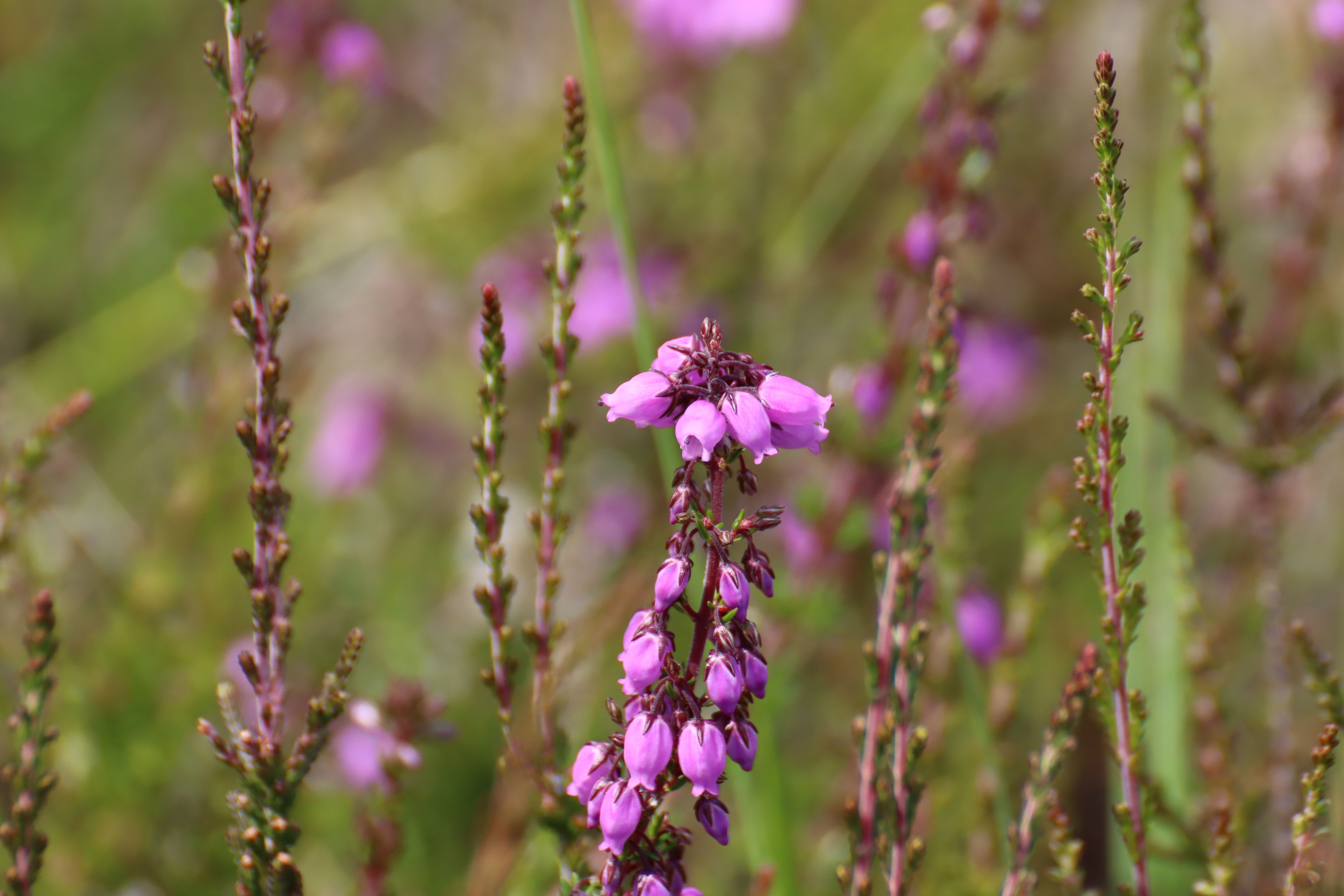
Grauheide (Erica cinerea) im Brachter Wald
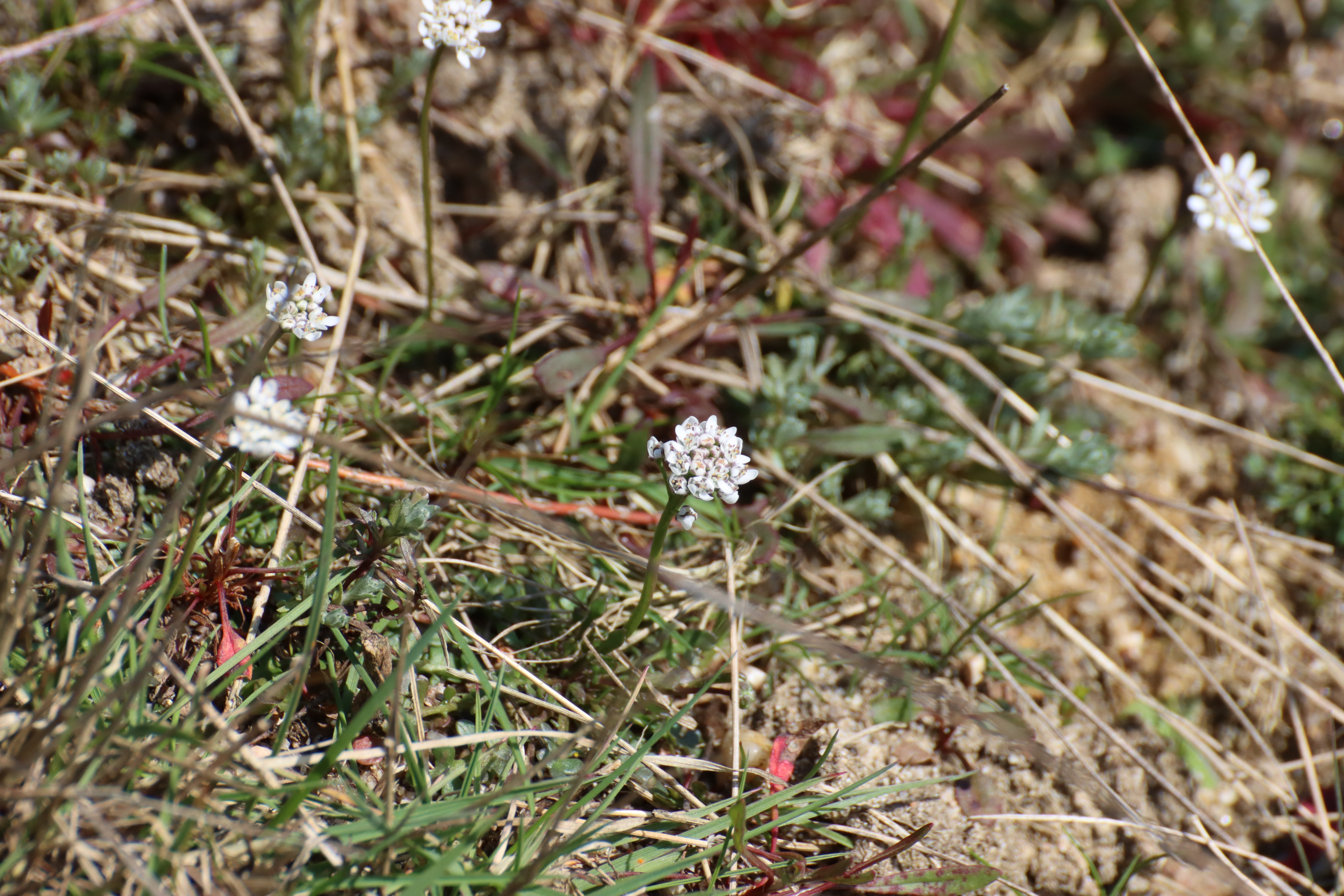
Nacktstängeliger Bauernsenf (Teesdalia nudicaulis) im Brachter Wald
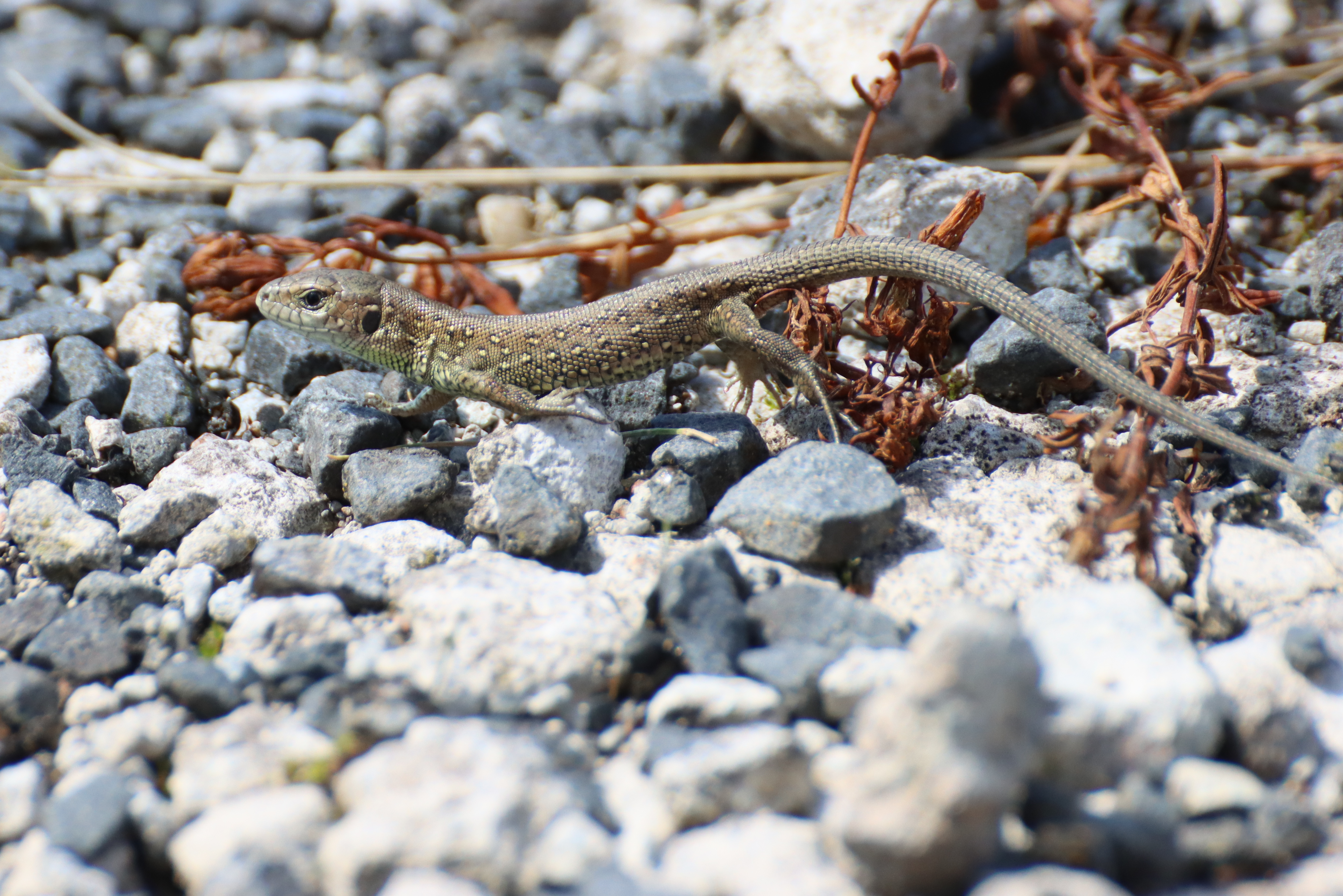
Junge Zauneidechse im Brachter Wald (August 2023)